# Argus As 292
Die Argus As 292 Fernfeuer war ein zu Aufklärungszwecken und als Luftzieldrohne eingesetztes ferngesteuertes Kleinflugzeug.

## Geschichte
Seit dem Ersten Weltkrieg war Luftaufklärung die Basis der Überwachung gegnerischer Aktivitäten. Im Frontbereich wurden vorwiegend Nahaufklärer eingesetzt. Im Jahr 1937 entwarf Fritz Gosslau bei der Argus Motoren Gesellschaft in Zusammenarbeit mit der Firma C. Lorenz AG und der DFS Versuchsmodelle für ferngesteuerte Aufklärer und Flugzieldrohnen. Bei der DFS lief das Projekt unter der Bezeichnung DFS Modell 12, bei Argus erhielt es die Bezeichnung „Fernfeuer“ und später As 292. In seiner Verwendung als Flugzieldrohne wurde das Gerät als „Flakzielgerät 43“ geführt.
Die As 292 bestand aus einem stabförmigen Rumpf, an dem das Leitwerk, die Tragflächen, ein 3-PS-Motor (70 cm³) und die Steuereinrichtung sowie eine Nutzlast befestigt waren. Die zum Betrieb der Fernsteueranlage nötige Energie wurde von einem hinten am Motor angeflanschten Generator erzeugt. Unter Beibehaltung der ursprünglichen Grundkonstruktion wurde später der Rumpf vergrößert und stärkere Motoren mit bis zu 7 PS (140 cm³) eingebaut. Hierdurch konnten Reichweite und Nutzlast (zwei Kameras des Typs As 293) gesteigert werden.
Der erste unkontrollierte Flug fand am 9. Juni 1937, der erste mit Funkfernsteuerung am 14. Mai 1939 statt. Das erste Luftbild wurde am 2. Oktober 1939 aufgenommen. Die Auslieferung erfolgte von 1942 bis 1943, es wurden über 100 Stück produziert.
Im Rahmen des Gesamtprojekts „Fernfeuer“ wurde 1939 auch ein Projekt „Erfurt“ vorgeschlagen. Hierbei ging es um eine Drohne zum Abwurf von Minen und Torpedos. Das Projekt wurde eingestellt und stattdessen die Entwicklung der V1 beschleunigt.

## Technische Daten
| Kenngröße             | Daten                                                                                      |
| --------------------- | ------------------------------------------------------------------------------------------ |
| Besatzung             | –                                                                                          |
| Länge                 | 2,3 m                                                                                      |
| Spannweite            | 2,4 m                                                                                      |
| Flügelfläche          | 1,2 m²                                                                                     |
| Flügelstreckung       | 4,8                                                                                        |
| Masse                 | 27 kg                                                                                      |
| Höchstgeschwindigkeit | 100 km/h                                                                                   |
| Triebwerk             | verschiedene Einzylinder-Argus-Motoren 70–140 cm³ mit 3–7 PS, teils mit Doppelluftschraube |
| Nutzlast              | 1–2 Filmkameras                                                                            |